# Silk (motorfiets)
| Het blok van deze Silk 700 S uit 1979… |
| ...heeft duidelijke Scott-kenmerken    |

Silk is een historisch Brits merk van motorfietsen.
De bedrijfsnaam was: Silk Engineering (Derby) Ltd., Boars Mead Hill, Darley Abbey, Derby, later Furmanite International.
Engels motorfietsmerk dat in 1971 ontstond door het enthousiasme van voormalig Scott-coureur George Silk en Maurice Patey voor het oude merk Scott. Dit merk was intussen eigendom geworden van Matt Holder die in 1965 de productie had gestaakt. Daarom ging Silk zelf nieuwe machines ontwikkelen die motorisch veel van Scotts weg hadden.
Silk begon met de productie van motorfietsen op basis van 636 cc Flying Squirrel-blokken. Frames, voorvorken en remmen betrok hij van Spondon. Van 1972 tot 1975 werd een kleine serie van 20 machines geproduceerd.
In 1974 dwong de beperkte beschikbaarheid van originele blokken hem tot het ontwikkelen van een eigen krachtbron, weliswaar naar voorbeeld van het Scott-ontwerp. Dit werd de Silk 700 S. Net als de Scott had de Silk een tweecilinder tweetaktmotor met naar voren hellende cilinders. De machine was ontwikkeld door David Midgelow en George Silk en mat 653 cc. Er werden in de loop van de jaren steeds kleine verbeteringen aangebracht, maar de motorfiets bleek veel te duur en daardoor vrijwel onverkoopbaar. Bovendien was de populariteit van tweetaktmotoren dalende. Wie absoluut een zware tweetaktmotor wilde kon beter kiezen voor de Suzuki GT 750. Toch hield Silk het nog tot 1979 vol. Met ca. 140 verkochte machines kan het echter geen succesverhaal genoemd worden.